# Bezirkskartenwerk
Im Zusammenhang mit der Entwicklung des umfangreichen Kreiskartenwerkes erfolgte im Zeitraum 1985–1989 auch die Erarbeitung eines Bezirkskartenwerkes für die allgemeinbildenden Schulen der damaligen DDR. Die Handkarten und Einblatt-Wandkarten waren für den Heimatkundeunterricht der Klasse 4 und für den Geografieunterricht der Mittel- und Oberstufe bestimmt. Als Vorlage für die Gestaltung dienten u. a. die Medienpaare des Kreiskartenwerkes sowie erfolgreiche einschlägige Entwicklungsarbeiten im Bezirk Potsdam.
Für die Schulen des Bezirkes Potsdam wurden im Auftrage der Abteilung Volksbildung des Rates des Bezirkes und in Zusammenarbeit zwischen dem Institut für Geographie der Pädagogischen Hochschule Potsdam und dem VEB Kartographischer Dienst Potsdam ein Schülerhandkartenpaar und eine Einblatt-Wandkarte über die Region des Heimatbezirkes 1968/69 entwickelt. (Konzeption: E.Breetz. Redaktion: W.Krakau).
Insgesamt erschienen dann später im VEB Hermann Haack Gotha – etwa analog den Titeln des Kreiskartenwerkes – 15 Medienpaare (14 DDR-Bezirke und Ost-Berlin). Die allgemein-geografischen („physischen“) Hauptkarten der Vorderseite der Handkarten bewegten sich in den Maßstäben 1:300.000 (z. B. Bezirk Leipzig) bis 1:500.000 (z. B. Bezirk Potsdam). Nur Ost-Berlin erschien im Maßstab 1:100.000; im Unterschied zum Kreiskartenwerk erhielt die Hauptkarte gleichen Blattschnitts eine Schummerung. Die – wie beim Kreiskartenwerk – als Inselkarten bearbeiteten vier einfarbigen thematischen Nebenkarten der Rückseite (Verkehr, Kultur, Industrie, Landwirtschaft) verfügten über den halben Maßstab der vorderseitigen allgemein-geographischen Hauptkarte. Ost-Berlin wurde in den Themakarten als vollständiges Territorium abgebildet, während im Kreiskartenwerk nur der jeweilige Stadtbezirk im Umriss abgebildet und thematisch bearbeitet wurde.
Die Maßstäbe der Einblatt-Wandkarten (ca. 1 m² Größe; 1 Wandkartensektion/1 Blatt) als Vergrößerungen der allgemein-geografischen Hauptkarte des jeweiligen Handkartenblattes lagen zwischen 1:100.000 und 1:250.000.
Auch diese Einzelbezirkskarten erwiesen sich in der Schulpraxis günstiger als die bisherigen Bezirksgruppenkarten der Atlanten und großformatigen Wandkarten. Sie waren überschaubar und erleichterten den Schülern die räumliche Orientierung und Vorstellungsbildung. Die alten Karten repräsentierten – trotz verschiedener Auflagen und Neuentwicklungen in den 1960er und 1970er Jahren – keine sehr geeigneten „didaktischen Paare“; sie waren im Inhalt und in der Grafik nicht genügend aufeinander abgestimmt.
Mit den gleichnamigen Schülerumrißkarten bildeten die Bezirkshand- und -wandkarten (wie auch das „Medientrio“ im Kreiskartenwerk) ein didaktisch abgestimmtes „Medienpaket“.